# Jacksboro (Teksas)
Jacksboro je grad u američkoj saveznoj državi Teksas. Prema popisu stanovništva iz 2010. u njemu je živjelo 4.511 stanovnika.